# Andres Serrano
Andres Serrano (født 15. august 1950 i New York) er en amerikansk kunstner og fotograf. 
Serranos arbejder har skabt stærke offentlige reaktioner i USA, og han er blandt andet blevet anklaget for blasfemi af medlemmer af den amerikanske kongres. Serranos mest kendte værk, Piss Christ, viser et krucifiks sænket ned i kunstnerens urin, værket hedder Piss Christ og er en del af en serie arbejder som benytter menneskelige kropsvæsker som kunstnerisk og metaforisk materiale. En anden meget omtalt bildeserie er The Morgue; en gruppe "portrætter" af brutalt omkomne og dræbte mennesker fra forskellige lighuse. 

## Ekstern henvisning
- Wikimedia Commons har flere filer relateret til Andres Serrano
- Serrano på Artcyclopedia